# Pukl
Pukl je priimek več znanih oseb:
- Adela Pukl, etnologinja, kustosinja SEM
- Jakob Pukl (1849—1913), rodoljub in podpornik dijakov
- Jure Pukl (*1977), jazz glasbenik, saksofonist
- Karl Pukl, častni feldmaršalporočnik
- Marko Pukl (*1956), farmacevt
- Vitodrag Pukl (1930—2001), pravnik in politik
- Slavko Pukl (1921—1969), gradbenik